# Pavel Stern
Pavel Stern, bosansko-judovski farmakolog, predavatelj in akademik, * 17. marec 1913, † 20. marec 1976.
Stern je deloval kot redni profesor za farmakologijo na Medicinski fakulteti v Sarajevu in bil dopisni član Slovenske akademije znanosti in umetnosti (od 21. marca 1974).